# Croissant-Rouge marocain
Le Croissant-Rouge marocain est une association marocaine créée en 1957 et reconnue d'utilité publique  le 24 octobre de la même année.
  
Le CRM est reconnu par le CICR en 1958 et admis en tant que membre à part entière au sein de la Fédération internationale des Sociétés de la Croix-Rouge et du Croissant-Rouge.
Il est présidé par la princesse Lalla Malika de 1957 à sa mort en 2021.

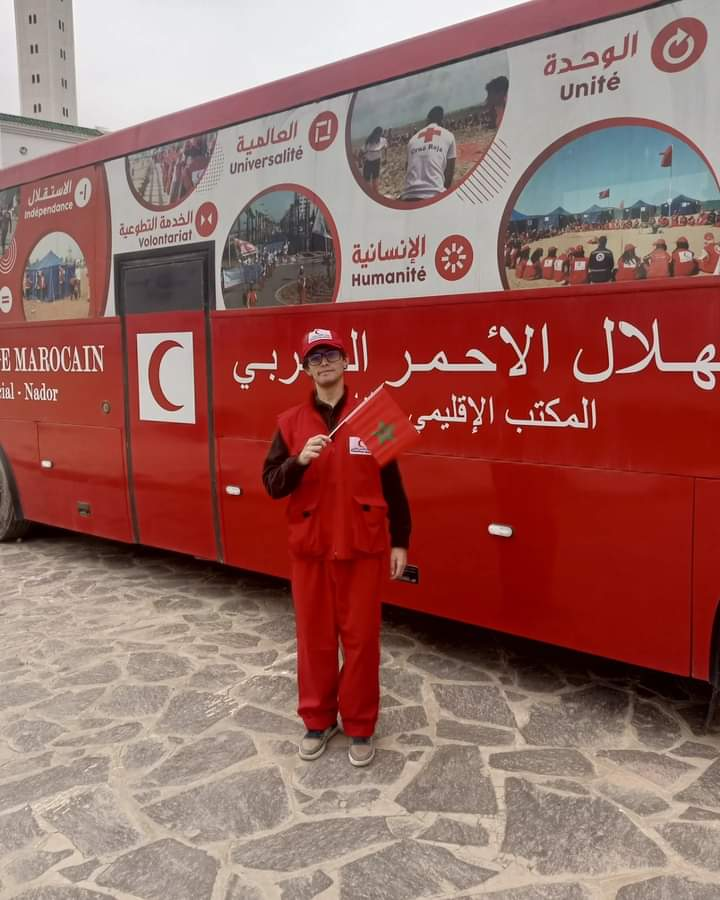
Bénévole du Croissant-Rouge Marocain à Nador